# Parkour aux Jeux mondiaux de 2022
Navigation
Chengdu 2025
Les épreuves de parkour des Jeux mondiaux de 2022 ont lieu les 10 et 11 juillet 2022 dans le site industriel réhabilité du Sloss Furnaces (en) au sein de l'université de Birmingham.
C'est la première édition du parkour aux mondiaux, discipline intégrée officiellement par la Fédération internationale de gymnastique en 2017 en reconnaissant comme épreuve le Speed-Run (Sprint) et le Freestyle.

## Organisation
La Coupe du monde de parkour 2021 de la FIG à Sofia a servi d'épreuve de qualification pour les Jeux mondiaux, remplaçant le premier championnat du monde de Tokyo qui a été reporté en raison de la Pandémie de Covid-19 (prévu en octobre 2022).
La liste ci-dessous montre les qualifiés dans l'événement où ils avaient le rang de qualification le plus élevé. Cependant, tous les qualifiés sont autorisés à participer aux deux événements pour leur sexe.
| Speed | Freestyle                                                                                                 |
| --- | --- |
| - Bohdan Kolmakov - Javier Rodriguez Alvarez - Andre Consolini - Valentin Dubois - Martin Chromecek - David Nelmes | - Elis Torhall - Ioakeim Theodoridis - Martin Dimitrov - Jeremy Lorsignol - Aaron Vivar - Shion Katsunori |

| Speed | Freestyle |
| --- | --- |
| - Miranda Tibbling - Stephania Zitis - Hikari Izumi - Micaela Buono Pugh - Nuria Brigido - en tant que pays hôte | - Lilou Ruel - Noa Man - Adela Merkova - Anna Griukach - Katerine Valencia - Karla Citlati Castellanos Gonzalez |

## Médaillés
| Épreuves  | Or                  | Argent           | Bronze           |
| --------- | ------------------- | ---------------- | ---------------- |
| Hommes    |                     |                  |                  |
| Speed     | Bohdan Kolmakov     | Andrea Consolini | David Nelmes     |
| Freestyle | Ioakeim Theodoridis | Elis Torhall     | Jérémy Lorsignol |
| Femmes    |                     |                  |                  |
| Speed     | Miranda Tibbling    | Noa Man          | Hikari Izumi     |
| Freestyle | Noa Man             | Miranda Tibbling | Hikari Izumi     |

## Tableau des médailles
| Rang  | Nation          | Or | Argent | Bronze | Total |
| ----- | --------------- | -- | ------ | ------ | ----- |
| 1     | Suède           | 1  | 2      | 0      | 3     |
| 2     | Pays-Bas        | 1  | 1      | 0      | 2     |
| 3     | Grèce           | 1  | 0      | 0      | 1     |
| 4     | Ukraine         | 1  | 0      | 0      | 1     |
| 5     | Italie          | 0  | 1      | 0      | 1     |
| 6     | Japon           | 0  | 0      | 2      | 2     |
| 7     | Belgique        | 0  | 0      | 1      | 1     |
| 8     | Grande-Bretagne | 0  | 0      | 1      | 1     |
| Total | Total           | 4  | 4      | 4      | 12    |